# Mohmad Ioutaïev
 (mai 2023).
Mohmad Ioutaïev (en tchétchène : Ютаев Мохьмад) ou Magomed Ioutaïev (en russe : Магомед Ютаев), né en 1980 à Chalaji (en) et mort en 1999, est un militaire tchétchène ayant participé à la première et à la seconde guerre de Tchétchénie durant son adolescence.

## Biographie
Début 1995, il s'engage volontairement dans la milice populaire de la république tchétchène d'Itchkérie pour défendre cette dernière face à l'invasion russe débutée en décembre 1994.  
En juin 1995, il est retenu pour participer au raid de Chamil Bassaïev sur Boudionnovsk, qui constitue le tournant de la guerre en faveur des indépendantistes tchétchènes. Par la suite, de nombreux autres participants au raid évoquent « son courage » et « son audace » contrastant avec son jeune âge (15 ans). 
Le 21 mai 1996, il accorde une interview à un envoyé de la chaîne présidentielle tchétchène, qui contribue à le faire connaître nationalement. 
En août 1996, il est impliqué dans l'opération Djihad qui permet aux indépendantistes de libérer partiellement la capitale, Grozny, et de remporter ainsi la première guerre de Tchétchénie.  
Fin 1999, il est capturé par les forces russes au début de la seconde guerre de Tchétchénie. Vraisemblablement mort des tortures infligées dans les geôles russes, il est considéré comme un martyr (chahid) par les indépendantistes tchétchènes. Cependant, sa dépouille n'ayant jamais été retrouvée, il existe des rumeurs quant à sa survie. 